# 鄧志昂

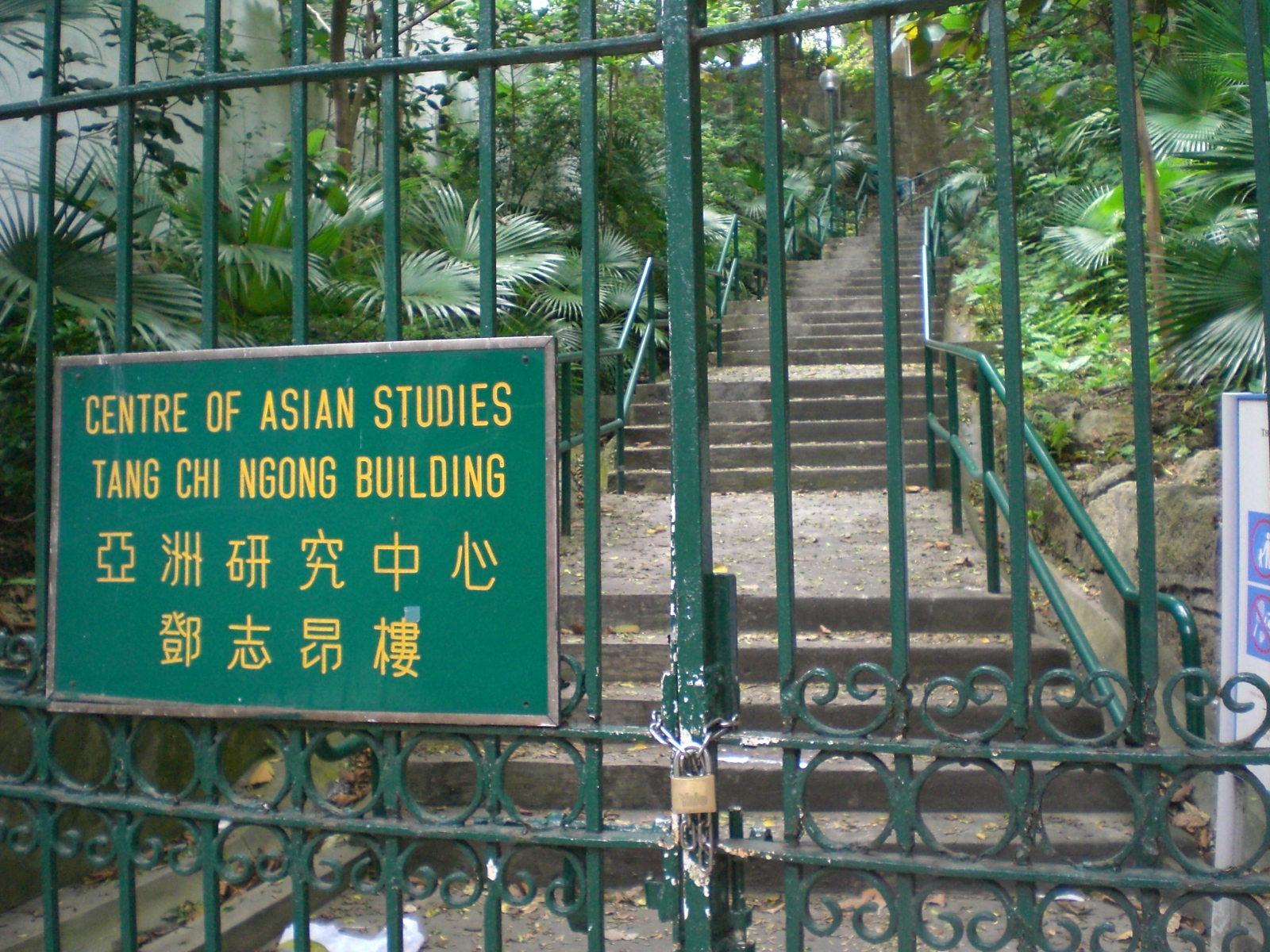
般咸道（ボンハム・ロード）に面した香港大学鄧志昂楼の入口。英皇書院に隣接。

鄧 志昂（とう しこう、Tang Chi-ngong、1872年 - 1939年）は、広東省南海を祖籍とする香港の名士。実業家鄧肇堅の父親で、デヴィッド・タンの曽祖父にあたる人物。商売によって財をなし、鄧天福銀号を創設した。
1905年に香港三大病院のひとつである東華医院の理事長に就任、慈善家として香港政庁から太平紳士に叙せられている。